# Цареві яри (заповідне урочище)
Цареві яри — заповідне урочище місцевого значення у Черкаському районі Черкаської області.

## Опис
Заповідне урочище площею 50,0 га розташовано на території м. Городище.
Як об'єкт природно-заповідного фонду створено рішенням Черкаського облвиконкому від 23.12.1998 р. №5-3. Землекористувач або землевласник, у віданні якого знаходиться заповідний об'єкт — КСП ім.Т.Г. Шевченка. .
На території заповідного урочища горбиста місцевість, вкрита мішаними лісами; місце зростання багатьох видів лікарських рослин. Красивий ландшафт з джерелом питної води.